# Chianche
Chianche – miejscowość i gmina we Włoszech, w regionie Kampania, w prowincji Avellino.
Według danych na 1 stycznia 2022 roku gminę zamieszkiwało 460 osób (237 mężczyzn i 223 kobiety).